# Нуэль, Адольфо Алехандро
Адольфо Алехандро Нуэль-и-Бобадилья (исп. Adolfo Alejandro Nouel y Bobadilla; 12 декабря 1862, Санто-Доминго - 26 июня 1937, (там же) — архиепископ, просветитель и временный президент в Доминиканской Республике.

## Детство и образование
Нуэль родился в семье Карлоса Рафаэля Нуэля-и-Пьерре, доминиканского дипломата, преподавателя права, журналиста и бизнесмена французского происхождения. Его мать — Клеменсия Антония Бобадилья-и-Десмиер Д'Ольбрес, дочь первого правителя Доминиканской Республики Томаса Бобадильи-и-Брионеса, испанского происхождения. Его прадед Бартелеми Пьер Грине был французским артиллерийским сержантом, прибывшим на остров 29 января 1802 года во флоте, которым командовал зять Наполеона — генерал Шарль Леклерк.
Адольфо начал учёбу в El Colegio El Estudio в Санто-Доминго, затем продолжил обучение в семинарии. Перед отъездом на учебу за границу он был учеником архиепископа Фернандо Артуро де Мериньо. Он переехал в Италию, где учился 10 лет в «Colegio Latin Pio». Он преуспел в этой школе как один из самых способных учеников. В 1883 году он получил степень доктора философии и степень бакалавра богословия и канонического права в Григорианском университете. В 1885 году в сопровождении монсеньора Мериньо он вернулся в Санто-Доминго и получил священный орден священства в соборе Санто-Доминго.

## Священство
В 1888 году он стал приходским священником в Сан-Хуан. В 1890 году он стал приходским священником собора Санто-Доминго и вице-канцлером Соборной семинарии Санто-Томас-де-Акино. В этой семинарии он преподавал философию, латынь и теологию. Позже он стал приходским священником Санта-Барбары, Санта-Крус в Эль-Сейбо, Сан-Хуан-де-ла-Магуана и, наконец, в приходе Ла-Вега. В этом городе он инициировал строительство церкви, которую город назвал «приёмным сыном».
В 1903 году он был избран депутатом провинции Ла Вега. В этом году он отправился в Рим и был назначен кардиналом Мерри-де-Валь архиепископом Метиммы и преемником монсеньора Мерино, после смерти которого, 20 августа 1906 года, он стал архиепископом Санто-Доминго.

## Политика
Он был назначен временным президентом Доминиканской Республики указом Национального конгресса от 30 ноября 1912 года. Его приход к власти был обусловлен продолжающейся Гражданской войной и существующей необходимостью, чтобы президентский пост занял нейтральный человек, вызывающий доверие и уважение, который мог предложить стабильный мир. Он подал в отставку перед Национальным собранием 13 апреля 1913 года, посчитав, что достиг своей цели по установлению мира в стране.
Вторжение американских войск в Доминикану его удивило, когда он был в Риме, где он путешествовал по состоянию здоровья. Он вернулся в Санто-Доминго в 1920 году и написал письмо американскому послу, протестуя против американского вмешательства.

## Семья
Отец —  Карлос Рафаэль Нуэль-и-Пьерр
Мать — Клеменсия Антония Бобадилья-и-Десмиер Д'Ольбрес
Дед — Томас Бобадилья-и-Брионес
Бабушка — Мария Вирхиния Десмье Д'Ольбрес-и-Альярд

## Упоминание
В честь Адольфо Нуэля названа провинция Монсеньор-Ноуэль.